# Spirit-Klasse (1980)
Die Spirit-Klasse war eine Baureihe von drei Fährschiffen, die von der britischen Reederei Townsend Thoresen bei Schichau Unterweser in Bremerhaven in Auftrag gegeben und 1980 in Dienst gestellt wurden. Während die zweite gebaute Einheit Herald of Free Enterprise nach nur sieben Dienstjahren havarierte und als Totalverlust verschrottet wurde erreichten die beiden anderen Schiffe der Klasse eine Lebensdauer von über 30 Jahren.

## Geschichte

### Planung und Bau
Die drei Schiffe der Spirit-Klasse wurden 1979 bei Schichau Unterweser in Bremerhaven für Townsend Thoresen gebaut und sollten die bis dahin größten Schiffe der seit 1968 bestehenden Reederei sein. Am 21. Juli 1979 lief mit der Spirit of Free Enterprise das Typschiff der Klasse vom Stapel. Es folgten die Herald of Free Enterprise am 12. Dezember 1979 sowie die Pride of Free Enterprise am 31. Mai 1980.
Die drei Schwesterschiffe besaßen trotz des gleichen Designs voneinander abweichende Abmessungen. An dem Aussehen, der Ausstattung oder der Fahrzeug- und Passagierkapazität gab es dadurch jedoch keine Unterschiede.
Die Schiffe der Spirit-Klasse fielen vor allem durch ihr modernes Aussehen auf, das von dem britischen Schiffsarchitekten James Ayers entworfen wurde. Die neue Schiffsklasse sollte eine Antwort auf die von der britischen Reederei Sealink bei Harland & Wolff in Auftrag gegebene St. Amseln und ihre Schwesterschiffe sein, die ebenfalls 1980 in Dienst gestellt wurde.

### Dienstzeit für Townsend Thoresen
Die Spirit of Free Enterprise wurde am 11. Januar 1980 als erstes der drei Schiffe abgeliefert und am 14. Januar auf der Strecke von Dover nach Calais sowie von Dover nach Zeebrugge in Dienst gestellt. Die Herald of Free Enterprise folgte am 29. Mai 1980. Als letztes Schiff der Klasse wurde am 23. November 1980 die Pride of Free Enterprise in Dienst gestellt, nachdem sie zuvor vom 17. bis 20. November am Pool of London besichtigt werden konnte.

### Havarie derHerald of Free Enterprise
Am 6. März 1987 kenterte die Herald of Free Enterprise vor dem Hafen von Zeebrugge, nachdem das Bugtor des Schiffes nicht geschlossen worden war. Um an den Laderampen in Zeebrugge festmachen zu können, waren die Ballasttanks geflutet worden, wodurch die Herald of Free Enterprise tiefer als sonst üblich im Wasser lag. Hinzu kam die durch das verhältnismäßig flache Wasser im Hafen von Zeebrugge während der Fahrt verursachte Sogwirkung, durch die das Schiff nach unten gezogen wurde und so Wasser in das nicht verschlossene Autodeck dringen konnte. Bei dem Unglück kamen 193 Menschen ums Leben. Das als Totalschaden abgeschriebene Schiff wurde später gehoben und 1988 als Flushing Range in Taiwan verschrottet.

### Einsatz für P&O European Ferries und P&O Stena Line
Im Oktober 1987 stellte Townsend Thoresen den Betrieb ein. Wie alle Einheiten der Flotte wurden auch die beiden noch verbleibenden Schiffe der Spirit-Klasse von der zur Peninsular and Oriental Steam Navigation Company gehörenden P&O European Ferries übernommen und umbenannt. Die Spirit of Free Enterprise hieß fortan Pride of Kent, die Pride of Free Enterprise wurde zur Pride of Bruges. Ab Dezember 1987 waren die Schiffe unter ihrem neuen Eigner zwischen Dover und Zeebrugge im Einsatz. Ab November 1991 wechselte die Pride of Bruges auf die Strecke von Dover nach Calais, die Pride of Kent folgte ihr im Juni 1992.
Die Pride of Kent wurde 1991 bei Fincantieri in Palermo umgebaut und von 131,96 auf 163,39 verlängert, wodurch sie sich nun deutlich von ihrem Schwesterschiff unterschied.
Im März 1998 gingen beide Schwesterschiffe an die ebenfalls zur Peninsular and Oriental Steam Navigation Company und der Stena Line gehörende P&O Stena Line. Die Pride of Bruges wurde dadurch zur P&OSL Picardy, die Pride of Kent zur P&OSL Kent. Am Einsatzgebiet der Schiffe änderte sich durch den Betreiberwechsel jedoch nichts.

### Weiterer Verbleib

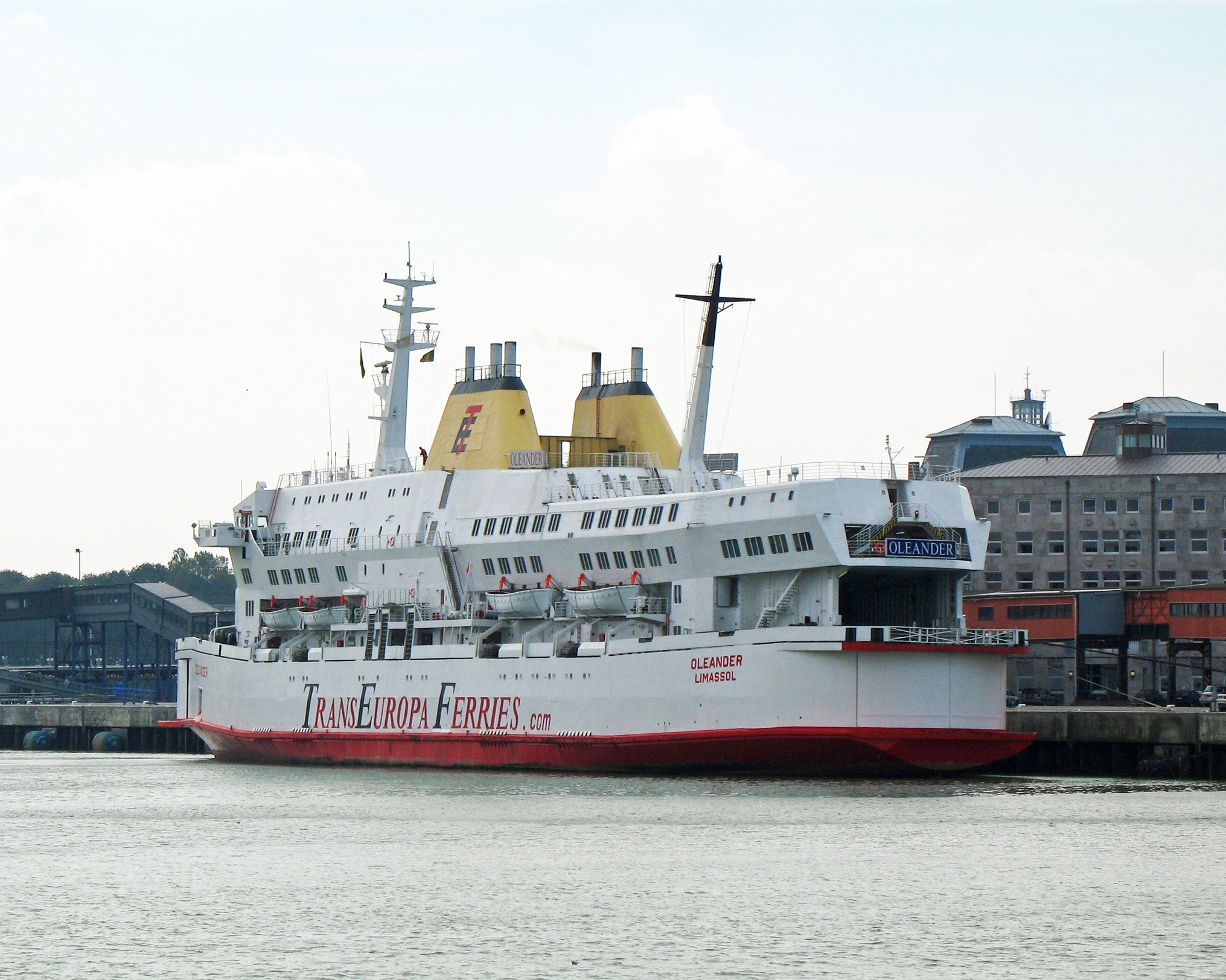
Die Pride of Free Enterprise als Oleander, 2007

Die P&OSL Kent ging im Oktober 2002 als PO Kent an die neu gegründete P&O Ferries, nachdem die P&O Stena Line im selben Jahr aufgelöst worden war. Die P&OSL Picardy wurde bereits im April 2001 verkauft und war seit Juli 2002 unter dem Namen Oleander für Transeuropa Ferries zwischen Ostende und Ramsgate im Einsatz.
Die PO Kent wurde im Juli 2003 ebenfalls verkauft und im Dezember 2003 als Anthi Marina für die griechische Reederei GA Ferries zwischen Piräus, Kos und Rhodos in Dienst gestellt. Im September 2008 musste das Schiff wegen finanzieller Schwierigkeiten der Reederei und zu hoher Betriebskosten aufgelegt werden und wurde im April 2012 im türkischen Aliağa verschrottet.
Die Oleander wurde im Juni 2010 an die marokkanische Fährgesellschaft Comarit und im Mai 2012 an Acciona Trasmediterránea verchartert. 2013 änderte sie ihren Namen in Sherbatskiy, ehe sie im November 2015 ebenfalls aufgelegt und anschließend im Dezember 2015 als letztes existierendes Schiff der Spirit-Klasse im indischen Alang verschrottet wurde.

## Übersicht
| Name                      | Baunummer | IMO     | Ablieferung      | Vermessung | Status/Verbleib                   |
| ------------------------- | --------- | ------- | ---------------- | ---------- | --------------------------------- |
| Spirit of Free Enterprise | 2279      | 7820473 | 11. Januar 1980  | 7.951 BRZ  | 2012 verschrottet                 |
| Herald of Free Enterprise | 2280      | 7820485 | Mai 1980         | 7.950 BRZ  | 1987 havariert, 1988 verschrottet |
| Pride of Free Enterprise  | 2281      | 7820497 | 31. Oktober 1980 | 7.951 BRZ  | 2015 verschrottet                 |

## Rezeption
In dem 2008 erschienenen Lied Herald of Free Enterprise des belgischen Musikers Milow werden neben dem Unglück des gleichnamigen Schiffes auch die Schwesterschiffe Spirit of Free Enterprise und Pride of Free Enterprise erwähnt. In der letzten Strophe des Liedes heißt es:

„Pride and Spirit changed their names. They were all doomed since they were built“

„Pride und Spirit änderten ihre Namen. Sie waren alle verdammt seit sie gebaut wurden.“